# Apistobranchus ornatus
Apistobranchus ornatus är en ringmaskart som beskrevs av Hartman 1965. Apistobranchus ornatus ingår i släktet Apistobranchus och familjen Apistobranchidae. Inga underarter finns listade i Catalogue of Life.